# Степанян Юрік Грантікович
Юрік Грантікович Степанян (нар. 28 січня 1958, Капан — 21 жовтня 2022, Херсон, Україна) — український скульптор, член Національної спілки художників України з 1995 року. Доцент кафедри дизайну Херсонського національного технічного університету. Заслужений діяч мистецтв України з 2012 року

## Біографія
Народився 28 січня 1958 року у місті Капані (тепер Вірменія). У 1978 — закінчив Єреванське художнє училище імені П. Терлемізяна. Потім 15 років жив у Санкт-Петербурзі. У 1991 році закінчив Ленінградське вище художньо-промислове училище імені В. І. Мухіної за спеціальністью «Монументально-декоративне мистецтво». Навчався в майстерні професора Валентини Рибалко. Кваліфікація: художник архітектурно-декоративної пластики.
З 1991 року жив у Херсоні, де проводив свої виставки.
Був автором створення пам'ятнику Потьомкіна у Херсоні.
Помер митець 21 жовтня 2022 року у Херсоні. 

## Відзнаки
- Подяка Президента України Леоніда  Кучма, за сумлінну працю, значний особистий внесок у духовний розвиток української держави (10 жовтня 2001);
- Почесна грамота від Міністерства культури і мистецтв України за вагомий особистий внесок у створені духовних цінностей та високу професійну майстерність (2001);
- Дипломант Міністерства культури і мистецтв України та Національної Спілки художників України (2002);
- Подяка міського голови за видатний внесок у відроджені пам'ятника засновника Херсона Г. О. Потьомкіну (19 вересня 2003);
- Диплом Міжнародного Академічного Рейтингу популярності «Золота фортуна». Присвоєння титулу: «Лауреат Рейтингу» від 17 листопада 2004 року;
- Почесна грамота від Національної Спілки художників України за активну участь у всеукраїнських мистецьких Заходах від 2006 року;
- Почесна грамота міського голови за значні успіхи в підготовці кваліфікованих фахівців, належну організацію та постійне вдосконалення навчальної, виховної та методичної роботи, професіоналізм та з нагоди 50-річчя створення Херсонського національного технічного університету (15 липня 2009);
- Почесна грамота від Херсонської обласної ради за сумлінну плідну працю, високий професіоналізм, вагомий особистий внесок у розвиток наукової діяльності та підготовку висококваліфікованих спеціалістів від 18 жовтня 2012 року[1];
- Заслужений діяч мистецтв України з 2012 року[2];
- Почесний громадянин Херсона (рішення Херсонської міської ради № 1991 від 28 серпня 2015 року; за значний внесок у розвиток монументального скульптурного мистецтва в місті, формування естетичних смаків херсонців)[2].

## Творчість
Працює в мармурі, в дереві, в камені, в металі та інших матеріалах. Основні творчі роботи:
- «Кокетка» (1993), «Звіздар» (1997), в мармурі «Місячна соната» (1999);
- «Пам'ятник князю Потьомкіну Таврійському» — відтворення пам'ятника (по знищеній скульптурі І. Мартоса). — Херсон, сквер Потьомкіна (2003);
- «Дари Таврії» — монументально-декоративна скульптура. — Херсон, площа Центрального ринку. (2004);
- «Оберіг» — скульптура. — Міжнародний симпозіум по каменю «Шевченківська алея». — Канів. (2007);
- «Сфінкс» — скульптура. — Міжнародний симпозіум по каменю «Партеніт. 2008» під патронатом Президента України В. Ющенка. — Крим. (2008);
- «Врата пам'яті» — скульптура. — Міжнародний симпозіум по каменю «Батурін. 2008».— Чернігів. (2008);
- «О. В. Суворов» — пам'ятник встановлено до 300-літнього ювілею міста Голої Пристані. — Гола Пристань. — (2009);
- «Калина долі» — декоративно-монументальна скульптура. — Херсон, Ленінський парк. (2012)[1].